# Карнаватка (станция)
Железная руда вывозилась из бассейна главным образом со станций Вечерний Кут и Карнаватка Саксаганской ветки Екатерининской железной дороги, в меньшей степени — со станций Кривой Рог и Пичугино на основной линии этой дороги.
Карнаватка — железнодорожная станция на Саксаганской ветке Екатерининской железной дороги, на линии Долгинцево — Карнаватка — Анновка.

## История
Открыта в 1884 году как полустанок Саксагань на первом построенном участке Саксаганской железнодорожной ветки.
1 июля 1890 года переименована в Карнаватку от одноимённого села, возле которого находилась.
28—30 августа 1920 года на станции останавливался агитпоезд ВУЦИК имени В. И. Ленина во главе с Григорием Петровским.
Ликвидирована в середине 1950-х годов.

## Характеристика
Располагалась на западе от местечка Кривой Рог на правом берегу реки Саксагань, на Саксаганской ветке, на линии Долгинцево — Карнаватка — Анновка.
Станция имела 1 версту 75 саженей подъездных путей. Существовала загрузочная платформа, 4 тупика. Действовала как пункт загрузки руды с Саксаганского и Карнаватского рудников Криворожского рудного района.